# مارتن إيفاني
مارتن إيفاني هو لاعب كرة قدم مجري في مركز الوسط، ولد في 16 أغسطس 1995 في Pápa ‏ في المجر. لعب مع Pápai FC ‏.